# Tricimba facialis
Tricimba facialis är en tvåvingeart som beskrevs av Ismay 1993. Tricimba facialis ingår i släktet Tricimba och familjen fritflugor. Inga underarter finns listade i Catalogue of Life.